# Romhányi József (költő)
Romhányi József (Nagytétény, 1921. március 8. – Budapest, 1983. május 7.) magyar író, költő, műfordító, érdemes művész (1983).

## Élete
Romhányi József édesapja zsidó származású, édesanyja pedig katolikus volt. Ő is katolikusnak született, de szívesen beszélt zsidó gyökereiről. Egyetlen gyermeke van, Romhányi Ágnes.
Eredetileg muzsikusnak készült, a Székesfővárosi Felsőbb Zenei Iskolában tanult, brácsán játszott. 1951-től a Magyar Rádió dramaturgjaként, majd 1957-től az Állami Hangverseny- és Műsorigazgatóság művészeti vezetőjeként dolgozott, 1960–1962 között pedig a Magyar Televízió szórakoztató rovatának művészeti vezetője volt. 1962-től haláláig a Rádió Zenei Főosztályának dramaturgjaként dolgozott.
Számos magyar opera szövegkönyve került ki tolla alól, így Sugár Rezső Hunyady című oratóriumának (1953), Horusitzky Zoltán Báthory Zsigmond (1960) és Ránki György Muzsikus Péter (1963) című operájának szövegírója volt.
Operalibrettókat (Gluck: Orfeusz, Rossini: Ory grófja, Carl Orff: Az okos lány) és musicaleket fordított. Az utóbbiak közül legismertebb a Macskák (1983).
A Lúdas Matyi (r. Dargay Attila), Hófehér (r. Nepp József) forgatókönyvírója.
A nagyközönség elsősorban játékos állatverseit ismeri, ezeket halála után, Szamárfül címen adták ki, másrészt számos rajzfilm szövegének szerzőjeként emlékezhet rá. Az ő nevéhez fűződik például A Mézga család, melynek három sorozatát dolgozta ki Nepp Józseffel együtt a Pannónia Filmstúdiónál, a Kérem a következőt! (Dr. Bubó, 1973–1974), a Mekk mester, (1973) valamint a Flintstone család – magyarul: Frédi és Béni, avagy a két kőkorszaki szaki – több mint negyven epizódjának bravúros szövege. A mindezen műveiben megnyilvánuló sziporkázó verstehetsége nyomán hamar elnyerte a „Romhányi, a rímhányó” nevet.
Ő írta a Párizsban szép a nyár című sláger szövegét, amely a Két vallomás című filmben hangzott el. Az előadó: Horváth Tivadar, a zeneszerző Ránki György volt. Az 1957-ben készült filmet rendezőként Keleti Márton jegyezte.

## Művei
- Mese az egér farkincájáról (Minerva, 1966)
- Bömbi (Minerva, 1967; Aranyhal, 1999)
- Tíz pici coca (Móra, 1969)
- Mézga Aladár különös kalandjai (regény) (Móra, 1974, 2000)
- Misi meséi (Magyar Nők Országos Tanácsa, 1979)
- Doktor Bubó (Móra, 1979, 1981, 1999, 2002, 2003; Pannónia, 1985)
- Szamárfül (Móra, 1983 [már posztumusz]; Gulliver, 1991, 1994, 1995, 1997, 1998, 1999, 2003); Nagy szamárfül (Alexandra, 2006; válogatta és szerkesztette Rigó Béla, ill. Nagy Péter); második, felújított kiadás (Rigó Béla utószavával, Buzay István grafikáival; 2012, 2016)

### Művei alapján
- A Mézga család: képernyőképes krónika (Móra, 2003, 2005), Romhányi József és Nepp József nyomán írta Rigó Béla (valamint Ternovszky Béla, Csákovics Lajos és Weigert Miklós[7])
- Ez opusz? – Ifjonczi versek (hangoskönyv 2 CD-n, válogatás a Szamárfül anyagából Geszti Péter előadásában; Kossuth Kiadó / Mojzer Kiadó, 2004)

## Közreműködései
- Frédi és Béni, avagy a két kőkorszaki szaki rajzfilm sorozat magyar fordítása (készült 1966-ban)
- Mézga Aladár különös kalandjai (televíziós sorozat) forgatókönyv írója (készült 1972-ben)
- Mekk Elek, az ezermester magyar bábfilm sorozat forgatókönyv írója (készült 1973-ban)

## Munkái a Magyar Rádióban
„…Romhányi József nevét – … – az ötvenes évek elején már kezdte megismerni az ország. Pedig nem volt kikövezve előtte minden út. Kemény Egon, az oly korán örökre eltávozott, kitűnő zeneszerző mesélte egyszer, hogy nem sokkal a felszabadulás után, de amikor már teljes erővel működött a Magyar Rádió – bevitte a még ismeretlen és rendkívül fiatal Romhányi Józsefet a stúdióba, s bemutatta valaki illetékesnek: itt van ez a fiú, bravúrosan versel, nagyszerűen ért a muzsikához és a magyar prozódiához. Romhányi Józsefet persze nem fogadták egyszeriben tárt karokkal, még Kemény Egon ajánlására sem. Miután viszont letette az asztalra első dolgait, muzsikáló és szinte hibátlan rímelőkészségről tanúskodó, játékos léptű dalszövegeit – megtört a jég.
Nemsokára megkezdődött a rádió munkája új magyar operettekért, zenés játékokért, és Romhányi József versei meg szövegkönyvei ott voltak az úttörők között. Májusfa, Talán a csillagok... – rádióhallgatók több korosztálya emlékezik ezekre a címekre, arra például: hogyan énekelte Gyurkovics Mária a Hópehely-keringőt („Hópelyhek, hópelyhek, – csillámló jókedvet – hintsetek ... ”), Romhányi dalszövegeit Kemény Egon muzsikájára. Akik valamennyit is értettek ahhoz, amit ez a fiatalember csinált, tudhatták: nemesen azt viszi tovább a szövegírásban, amit Gábor Andor, Harsányi Zsolt, Harmath Imre, Szilágyi László művelt igen magas szinten…
Film Színház Muzsika, 1983.05.21. Részlet Dalos László írásából: Búcsú Romhányi Józseftől”

- Kemény Egon – Mesterházi Lajos – Szász Péter – Romhányi József: „Májusfa” (1949. május 1.) Nagyoperett rádióra, az első rádióoperett. Szereplők: Fábry Edit (ének), Ferrari Violetta, Horváth Tivadar, Pándy Lajos, Darvas Iván, Kárpáti Zoltán, Rátonyi Róbert, Rafael Márta, Ruttkay Éva, Gera Zoltán. Rendező: Dr. Rácz György. A Fővárosi Operettszínház Zenekarát Majorossy Aladár vezényelte. A „Májusfa-keringőt” a rádiófelvételen (1950) Gyurkovics Mária énekelte.
- A „Májusfa” zenéje nagy sikert aratott, a rádióhallgatók kívánságára készült el az új rádiós műfajt teremtő darab szilveszteréji folytatása, ”zenei ikertestvére”: Kemény Egon – Szász Péter – Romhányi József: „Talán a csillagok” (1949. december 31.) Rádióoperett. Szereplők: Gyurkovics Mária, Bán Klári, Gyenes Magda, Rátonyi Róbert, Hadics László. A Magyar Rádió Szimfonikus zenekarát Lehel György vezényelte.
- „Az elrabolt asszony” rádiójáték (57 perc), Bemutató: 1949. január 16. Vidám zenés játék Boccaccio novellájából írta Bihari Klára. Zenéjét Romhányi József verseire Kemény Egon szerezte. Szereplők: Riccardo – Mányai Lajos, Bartolomea, a felesége – Komlós Juci, Paganino de Mare, a kalóz- Gábor Miklós, Bianca – Petress Zsuzsa Zenei rendező: Járfás Tamás. Rendező: Rácz György.

## Díjai, elismerései
- Érdemes művész (1983)
- eMeRTon-díj (1986) /posztumusz/

## Emlékezete
- 2022 óta nevét viseli a 499526 Romhányi kisbolygó.[8]